# Hormathia marioni
Hormathia marioni is een zeeanemonensoort uit de familie Hormathiidae.
Hormathia marioni is voor het eerst wetenschappelijk beschreven door Haddon in 1889.